# USS Laub (DD-613)
USS Laub (DD-613) là một tàu khu trục thuộc lớp Benson của Hải quân Hoa Kỳ đã phục vụ trong suốt Chiến tranh Thế giới thứ hai. Nó là chiếc tàu chiến thứ hai của Hải quân Hoa Kỳ được đặt tên theo Henry Laub (1792-1813), một sĩ quan hải quân tử trận trong cuộc Chiến tranh 1812.

## Thiết kế và chế tạo
Laub được đặt lườn tại chi nhánh xưởng tàu đảo Terminal của hãng Bethlehem Steel Corporation ở San Pedro, California vào ngày 1 tháng 5 năm 1941. Nó được hạ thủy vào ngày 28 tháng 4 năm 1942; được đỡ đầu bởi cô Barbara Mohun Handley, một hậu duệ của Henry Laub, và được cho nhập biên chế vào ngày 24 tháng 10 năm 1942 dưới quyền chỉ huy của Hạm trưởng, Thiếu tá Hải quân J. F. Gallaher.

## Lịch sử hoạt động

### 1943
Sau khi chạy thử máy tại vùng bờ Tây, Laub khởi hành băng qua kênh đào Panama và đi đến Norfolk, Virginia vào ngày 1 tháng 2 năm 1943. Nó lên đường từ New York vào ngày 7 tháng 2 hộ tống một đoàn tàu vận tải đi sang Bắc Phi, và sau khi đi đến Casablanca, nó tuần tra dọc theo bờ biển Bắc Phi cho đến khi khởi hành vào ngày 14 tháng 3 cùng một đoàn tàu để quay trở về Hoa Kỳ. Sang tháng tiếp theo, nó lại lên đường cùng một đoàn tàu khác. Đang khi trên đường quay trở về cùng một đoàn tàu vào ngày 26 tháng 5, nó tham gia cùng các tàu hộ tống khác trong việc truy đuổi một tàu ngầm U-boat Đức tìm các tấn công các tàu buôn trong đoàn. Nó rời New York cùng một đoàn tàu thứ ba vào ngày 11 tháng 6 để tham gia cùng lực lượng Đồng Minh tại Bắc Phi đang chuẩn bị cho Chiến dịch Husky, cuộc đổ bộ của Đồng Minh lên Sicily thuộc Ý. Vào ngày 5 tháng 7, nó khởi hành từ Oran hộ tống các tàu vận chuyển đi đến các bãi đổ bộ tại Sicily.
Lực lượng đổ bộ đi đến ngoài khơi Sicily bốn ngày sau đó, thực hiện một cuộc đổ bộ ngoạn mục vào ban đêm, và chống trả máy bay Đức vào ban ngày. Đến ngày 11 tháng 7, đang khi tiến hành bắn phá bờ biển, Laub đã trợ giúp vào việc bắn rơi một máy bay đối phương; và tiếp tục bắn pháo hỗ trợ cho cuộc tấn công, phá hủy bốn xe tăng đối phương và gây hư hại cho các cây cầu chiến lược. Chiếc tàu khu trục quay trở về Mers-el-Kebir vào ngày 15 tháng 7, và tiếp tục hoạt động tại khu vực Địa Trung Hải cho đến khi tham gia một đoàn tàu vận tải vào ngày 28 tháng 7 để quay trở về Hoa Kỳ. Nó còn thực hiện các chuyến hộ tống đến Bắc Phi và Anh Quốc trước khi quay trở lại Oran hỗ trợ các chiến dịch của Đồng Minh tại khu vực Địa Trung Hải. Ngoài khơi Bắc Phi vào ngày 6 tháng 11, sáu máy bay đối phương đã thực hiện một đợt tấn công bằng ngư lôi vào đoàn tàu của Laub, đánh trúng nhiều phát. Chiếc tàu khu trục đã tiến đến giúp đỡ cho những chiếc bị đánh trúng Beatty, Maraix và Ruys, cứu vớt được 341 người sống sót.

### 1944
Từ tháng 11 năm 1943 đến tháng 4 năm 1944, Laub tiếp tục nhiệm vụ hộ tống tại Địa Trung Hải cũng như thực hiện nhiều chuyến vượt Đại Tây Dương từ New York sang quần đảo Anh. Quay trở lại Oran vào ngày 2 tháng 5, nó lên đường mười ngày sau đó cùng với tàu tuần dương hạng nhẹ Philadelphia để bắn pháo hỗ trợ ngoài khơi các bãi đổ bộ tại Anzio thuộc bờ biển phía Tây nước Ý. Đang khi bắn phá bờ biển vào ngày 23 tháng 5, nó mắc tai nạn va chạm với Philadelphia. Sau khi được sửa chữa tạm thời tại Naples và sửa chữa triệt để tại Boston, Massachusetts, nó quay trở lại Oran vào ngày 2 tháng 12.

### 1945
Trong thời gian còn lại của cuộc chiến tại Châu Âu, Laub làm nhiệm vụ hộ tống và bắn pháo hỗ trợ dọc theo bờ biển Pháp-Ý. Nó rời Oran vào ngày 15 tháng 5 năm 1945, về đến Boston vào ngày 23 tháng 5, và bắt đầu huấn luyện tại vùng biển Caribe nhằm chuẩn bị nhận nhiệm vụ tại Mặt trận Thái Bình Dương. Nó quay trở về Casco Bay, Maine sau khi việc Nhật Bản đầu hàng được công bố.
Laub đi đến Charleston, South Carolina vào ngày 2 tháng 11, và được cho xuất biên chế tại đây vào ngày 2 tháng 2 năm 1946 và gia nhập Hạm đội Dự bị Đại Tây Dương. Tên nó được cho rút khỏi danh sách Đăng bạ Hải quân vào ngày 1 tháng 7 năm 1971 và nó bị bán để tháo dỡ vào ngày 14 tháng 1 năm 1975.

## Phần thưởng
Laub được tặng thưởng bốn Ngôi sao Chiến trận do thành tích phục vụ trong Thế Chiến II.